# مسرع دوراني
المسرّع الدوراني (وينطق: السيكلترون) (Cyclotron) هو جهاز لتسريع الجسيمات المشحونة وذلك بتسليط مجال كهربائي متردد عليها بمساعدة مجال مغناطيسي يعمل عموديا على مستوي دوران الإلكترونات . يعمل المجال الكهربائي على زيادة سرعة الإلكترونات، ويعمل المجال المغناطيسي على إجبار حركة الإلكترونات في دائرة .

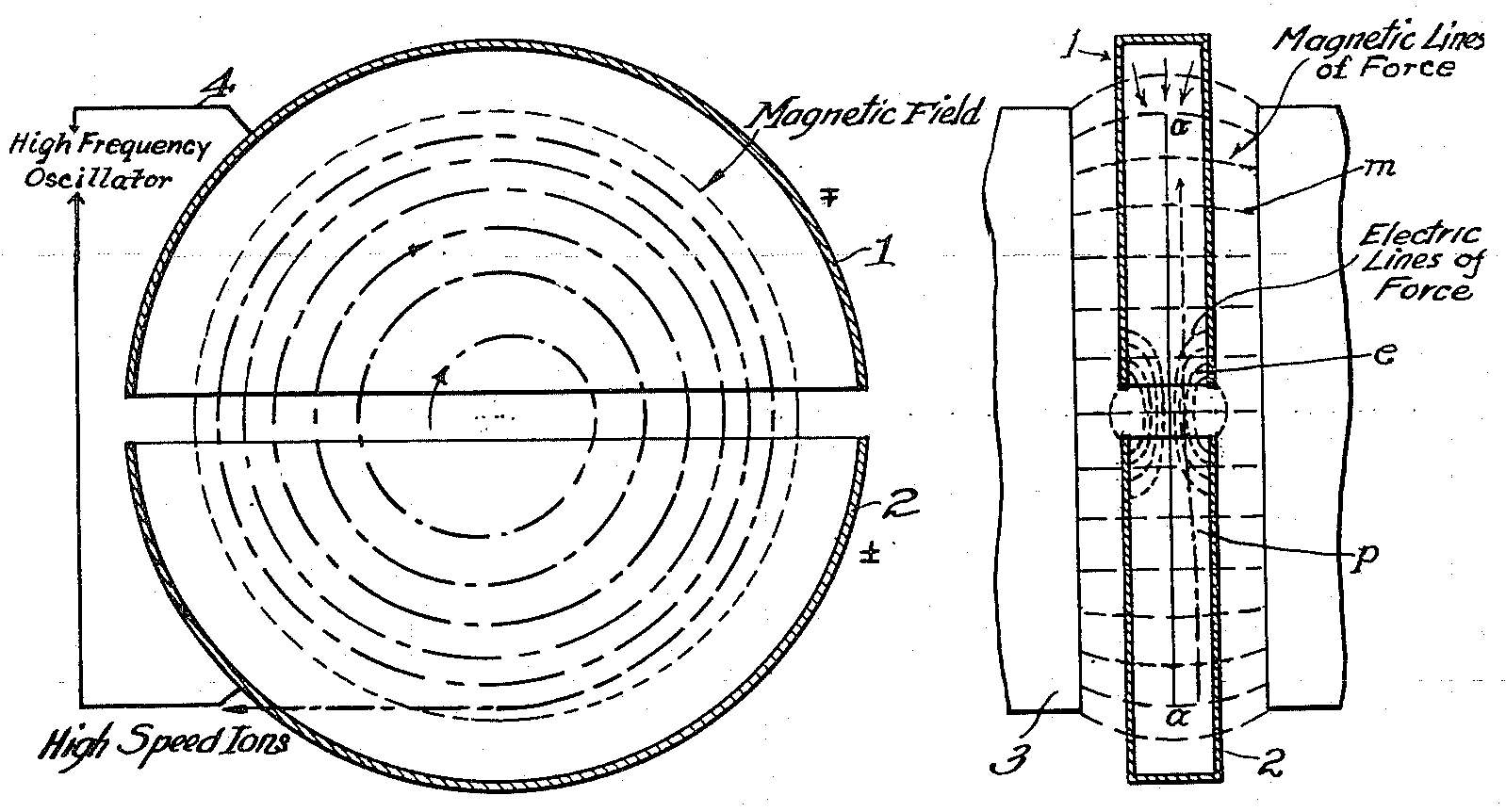

## اقرأ أيضا
- إشعاع سيكلوتروني
- أشعة سينية
- معجل جسيمات
- معجل خطي
- مسرع دوراني تزامني
- مصادم الهدرونات الكبير
- مكشاف مصادم فيرميلاب
- فيرميلاب
- متذبذب (سنكروترون)